# Hochschule der bildenden Künste Essen
Die Hochschule der bildenden Künste Essen (kurz HBK Essen, englisch University of Fine Arts Essen) ist eine staatlich anerkannte Kunsthochschule in Essen, die sich in privater Trägerschaft befindet.
Der Hochschulbetrieb findet an zwei Standorten statt. Ein Campus der Hochschule befindet sich im Essener Stadtteil Kupferdreh auf dem Gelände der ehemaligen Zeche Prinz Friedrich, deren historischer Baubestand für die Zwecke einer Kunsthochschule modernisiert und umgebaut wurde. Der zweite Campus befindet sich im Industrieareal der einstigen Bandweberfabrik Kaiser & Dicke in Wuppertal-Barmen und beherbergt seit dem Wintersemester 2021/22 die Studiengänge Malerei/Grafik (B.F.A.), Kunst und Kooperation (M.F.A.) sowie das Institut für Kunst- und Designwissenschaft der HBK Essen.

## Geschichte
Die HBK Essen wurde 2013 gegründet. Die drei akkreditierten B.F.A.-Studiengänge Malerei/Grafik, Bildhauerei (seit WiSe 2022/23 Skulptur/Installation) und Fotografie/Medienkunst wurden von der Freien Akademie der bildenden Künste Essen (fadbk), die parallel fortbesteht, übernommen. Mit Bescheid des Ministeriums für Innovation, Wissenschaft und Forschung des Landes Nordrhein-Westfalen (MIWF NRW) vom 8. November 2013 ist die HBK Essen eine staatlich anerkannte Kunsthochschule. Zum Wintersemester 2013/14 nahmen 26 Studierende erstmals das Studium an der HBK Essen auf. Als erste Professoren wurden Milo Köpp (Bildhauerei), Carsten Gliese (Fotografie/Medienkunst) und Stephan Paul Schneider (Malerei/Grafik) berufen.
Seit dem Wintersemester 2019/20 bietet die HBK Essen die drei akkreditierten B.A.-Studiengänge Game Art and Design, Digital Media Design und Digitales Produktdesign an. Letzterer wurde zum Wintersemester 2022/23 in Digital Fabrication Design umbenannt. Mit der Erweiterung des künstlerischen Studienangebotes um drei Designstudiengänge verknüpft die Hochschule den Schwerpunkt zeitgenössischer bildender Kunst mit anwendungsorientierter, innovativer Gestaltung für digitale Medien.
Zum Sommersemester 2021 startete der projektorientierte und disziplinübergreifende Masterstudiengang Kunst und Kooperation.
Durch steigende Studierendenzahlen bedingt, bezogen zum Wintersemester 2021/22 die Fachgebiete Malerei/Grafik (B.F.A.), Kunst und Kooperation (M.F.A.) und das Institut für Kunst- und Designwissenschaft der HBK Essen offiziell die Räumlichkeiten eines neuen zusätzlichen Standortes in Wuppertal.

## Studiengänge
Die HBK Essen setzt in Lehre und Forschung den Fokus auf ganzheitliche und fachübergreifende Denk- und Arbeitsansätze und die Verbindung von Praxis, kunst- und designbezogener Theorie und Wissenschaft. Die Hochschule gliedert sich wie folgt:
- Fakultät für Kunst und Design
- Institut für Kunst- und Designwissenschaft

Bachelorstudiengänge
Kunst (B.F.A.)
- Skulptur/Installation[11]
- Fotografie/Medienkunst
- Malerei/Grafik[6]

Die drei B.F.A.-Studiengänge sind mit dem Ziel einer praxisorientierten Ausbildung im Bereich der freien bildenden Kunst fachgebietsbezogen konzipiert und ausgerichtet. Verliehen wird der Bachelor of Fine Arts.
Design (B.A.)
- Game Art and Design
- Digital Media Design
- Digital Fabrication Design[12]

Verliehen wird der Bachelor of Arts.
Masterstudiengänge
Kunst (M.F.A.)
- Kunst und Kooperation[7]

Design (M.F.A.)
- Design und Kooperation

Verliehen wird der Master of Fine Arts.

## Trägerschaft
Die HBK Essen befindet sich in privater Trägerschaft in Form einer GmbH.

## Professoren
- Sabine Bartelsheim (* 1965), Kunstwissenschaft
- Lena Falkenhagen (* 1973), Game Art and Design
- Martin Ganteföhr (* 1969), Game Art and Design
- Carsten Gliese (* 1965), Fotografie/Medienkunst
- Felix Groll, Game Art and Design
- Federico Alvarez Igarzàbal, Designwissenschaft
- Anja Kempe (* 1973), Fotografie/Medienkunst
- Tobias Kreter, Game Art and Design
- Daniel Lorberg, Professor für Politische Ökonomie und Entrepreneurship, Vizepräsident für Hochschulentwicklung und Recht
- Nadiya Morenko, Digital Media Design
- Yevgeniya Safronova (* 1977), Skulptur/Installation
- Marie-Céline Schäfer, Digital Fabrication Design
- Nicola Stäglich (* 1970), Malerei/Grafik
- Tim Trantenroth (* 1969), Malerei/Grafik
- Markus Vater (* 1970), Malerei/Grafik
- Luca Viglialoro (* 1985), Kunstwissenschaft
- Thomas Wrede (* 1963), Fotografie/Medienkunst

## Werkstätten
- Druckgrafik
- Formbau/Gussverfahren
- Film/Video
- Fotografie
- Holz
- 3D-Druck/FabLab